# Hydrophobia
Hydrophobia – przygodowa gra akcji wyprodukowana i wydana przez studio Blade Interactive oraz Dark Energy Digital 9 maja 2011 roku na konsolę Xbox 360. Wersja na komputery PC oraz konsolę PlayStation 3 zawierająca nowe oraz przemodelowane poziomy oraz rozszerzoną fabułę ukazała się pod nazwą Hydrophobia Prophecy. 
Akcja gry rozgrywa się na pokładzie przemierzającego Ocean Indyjski statku Queen of the World, opanowanego przez terrorystów..